# Фукс, Виктор Робертович
Виктор Робертович Фукс (28.04.1930 — 24.05.2022) — российский океанолог, доктор географических наук, заслуженный деятель науки РФ, почётный профессор Санкт-Петербургского государственного университета.
Родился 28 апреля 1930 года в Одессе в семье служащих.
Окончил географический факультет Ленинградского государственного университета (1951) и по распределению работал инженером-гидрологом в в/ч 95191 города Балтийска. В 1953—1957 гг. младший научный сотрудник Тихоокеа́нского филиала ВНИИ рыбного хозяйства и океанографии (ТИНРО) (Владивосток).
С 1957 г. на кафедре океанологии ЛГУ (СПбГУ): аспирант (1957—1960), младший (1960—1963) и старший (1963—1970) научный сотрудник, доцент (1970), профессор (1987), заведующий кафедрой (1992—1997), профессор (с 1998 года).
В 1961 году защитил кандидатскую диссертацию «Внутренние приливные волны». В 1974 году защитил докторскую диссертацию:
- Крупномасштабные волновые процессы в океане : диссертация … доктора географических наук : 11.00.08. — Ленинград, 1974. — 324 с. : ил.

Разработал и читал курсы «Морские волны», «Океанологические прогнозы» и «Приливы».
Основатель и руководитель научной школы «Спутниковая океанология».
Под его руководством 25 человек защитили кандидатские диссертации, двое его учеников стали докторами наук.

## Награды и почётные звания
- Заслуженный деятель науки Российской Федерации (1999).
- Награждён Благодарностью президента Российской Федерации (2005) и золотой медалью имени Ф. П. Литке — за цикл новых и важных результативных исследований, посвящённых крупномасштабным волновым процессам в Мировом океане, опубликованных в виде атласов, монографий и научных статей.

## Сочинения
Автор (соавтор) более 300 научных работ, в том числе 12 монографий и двух учебных пособий, в том числе:
- Введение в теорию волновых движений в океане / В. Р. Фукс. — Ленинград : Изд-во ЛГУ, 1982. — 200 с. : ил.; 21 см.
- Планетарные волны в океане / В. Р. Фукс; Ленингр. гос. ун-т им. А. А. Жданова. — Ленинград : Изд-во Ленингр. ун-та, 1977. — 176 с. : ил.; 20 см.
- Воздействие тайфунов на океан / Р. Г. Григоркина, В. Р. Фукс. — Ленинград : Гидрометеоиздат, 1986. — 242,[1] с. : ил.; 22 см.
- Градиентно-вихревые волны в океане / Т. В. Белоненко, Е. А. Захарчук, В. Р. Фукс; С.-Петерб. гос. ун-т. — СПб. : Изд-во С.-Петерб. ун-та, 2004. — 212, [1] c., [12] л. цв. ил. : ил., карт., табл.; 24 см; ISBN 5-288-02857-5
- Прикладные методы корреляционного и спектрального анализа крупномасштабных океанологических процессов  / Р. Г. Григоркина, П. К. Губер, В. Р. Фукс; Ленингр. гос. ун-т им. А. А. Жданова. — Ленинград : Изд-во Ленингр. ун-та, 1973. — 172 с. : черт., карт.; 21 см.